# 障害者条例
障害者条例（しょうがいしゃじょうれい）とは、地方自治体にて主に障害者差別の解消を目的として制定された条例。

## 概要
障害者の権利擁護と暮らしやすい地域の推進するために、障害者への不当な差別を禁止し、当事者の話を聞いたうえで問題解決を図る障害者相談員や相談員機関や障害者差別問題協議機関や障害者問題に取り組む個人等の表彰について規定している。
平成18年（2006年）10月に、千葉県で初めて制定され、平成19年（2007年）7月に施行された。

## 条例
| 都道府県 | 条例名                                                                                                   |
| -------- | --- |
| 北海道   | 北海道障がい者及び障がい児の権利擁護並びに障がい者及び障がい児が暮らしやすい地域づくりの推進に関する条例 |
| 秋田県   | 秋田県障害者への理解の促進及び差別の解消の推進に関する条例                                               |
| 岩手県   | 障がいのある人もない人も共に学び共に生きる岩手県づくり条例                                               |
| 宮城県   | 障害を理由とする差別を解消し障害のある人もない人も共生する社会づくり条例                                 |
| 山形県   | 山形県障がいのある人もない人も共に生きる社会づくり条例                                                   |
| 福島県   | 障がいのある人もない人も共に暮らしやすい福島県づくり条例                                                 |
| 茨城県   | 障害のある人もない人も共に歩み幸せに暮らすための茨城県づくり条例                                         |
| 栃木県   | 栃木県障害者差別解消推進条例                                                                             |
| 群馬県   | 群馬県障害を理由とする差別の解消の推進に関する条例                                                       |
| 埼玉県   | 埼玉県障害のある人もない人も全ての人が安心して暮らしていける共生社会づくり条例                           |
| 千葉県   | 障害のある人もない人も共に暮らしやすい千葉県づくり条例                                                   |
| 東京都   | 東京都障害者への理解促進及び差別解消の推進に関する条例                                                   |
| 神奈川県 | 神奈川県当事者目線の障害福祉推進条例                                                                     |
| 長野県   | 障がいのある人もない人も共に生きる長野県づくり条例                                                       |
| 山梨県   | 山梨県障害者幸住条例                                                                                     |
| 静岡県   | 静岡県障害を理由とする差別の解消の推進に関する条例                                                       |
| 愛知県   | 愛知県障害者差別解消推進条例                                                                             |
| 岐阜県   | 岐阜県障害のある人もない人も共に生きる清流の国づくり条例                                                 |
| 富山県   | 障害のある人の人権を尊重し県民皆が共にいきいきと輝く富山県づくり条例                                     |
| 石川県   | 障害のある人もない人も共に暮らしやすい石川県づくり条例                                                   |
| 福井県   | 障がいのある人もない人も幸せに暮らせる福井県共生社会条例                                                 |
| 三重県   | 障がいの有無にかかわらず誰もが共に暮らしやすい三重県づくり条例                                           |
| 滋賀県   | 滋賀県障害者差別のない共生社会づくり条例                                                                 |
| 京都府   | 京都府障害のある人もない人も共に安心していきいきと暮らしやすい社会づくり条例                             |
| 奈良県   | 奈良県障害のある人もない人も共に暮らしやすい社会づくり条例                                               |
| 大阪府   | 大阪府障害を理由とする差別の解消の推進に関する条例                                                       |
| 和歌山県 | 和歌山県障害を理由とする差別の解消の推進に関する条例                                                     |
| 山口県   | 障害のある人もない人も共に暮らしやすい山口県づくり条例                                                   |
| 鳥取県   | 鳥取県民みんなで進める障がい者が暮らしやすい社会づくり条例                                               |
| 愛媛県   | 愛媛県障がいを理由とする差別の解消の推進に関する条例                                                     |
| 香川県   | 香川県障害のある人もない人も共に安心して暮らせる社会づくり条例                                           |
| 高知県   | 障害のある人もない人も共に安心して豊かに暮らせる高知県づくり条例                                         |
| 徳島県   | 障がいのある人もない人も暮らしやすい徳島づくり条例                                                       |
| 福岡県   | 福岡県障がいを理由とする差別の解消の推進に関する条例                                                     |
| 佐賀県   | 障害のあるなしにかかわらず、ともに暮らしやすい佐賀県をつくる条例                                         |
| 長崎県   | 障害のある人もない人も共に生きる平和な長崎県づくり条例                                                   |
| 大分県   | 障がいのある人もない人も心豊かに暮らせる大分県づくり条例                                                 |
| 熊本県   | 障害のある人もない人も共に生きる熊本づくり条例                                                           |
| 宮崎県   | 障がいのある人もない人も共に暮らしやすい宮崎県づくり条例                                                 |
| 鹿児島県 | 障害のある人もない人も共に生きる鹿児島づくり条例                                                         |
| 沖縄県   | 沖縄県障害のある人もない人も共に暮らしやすい社会づくり条例                                               |

## 関連書籍
- 千葉県障害者条例情報発信プロジェクトチーム『障害者条例を必要としているあなたへ―たったひとつから全国のまちへ』ぎょうせい、2009年。ISBN 9784324086759。